# ギプスランド

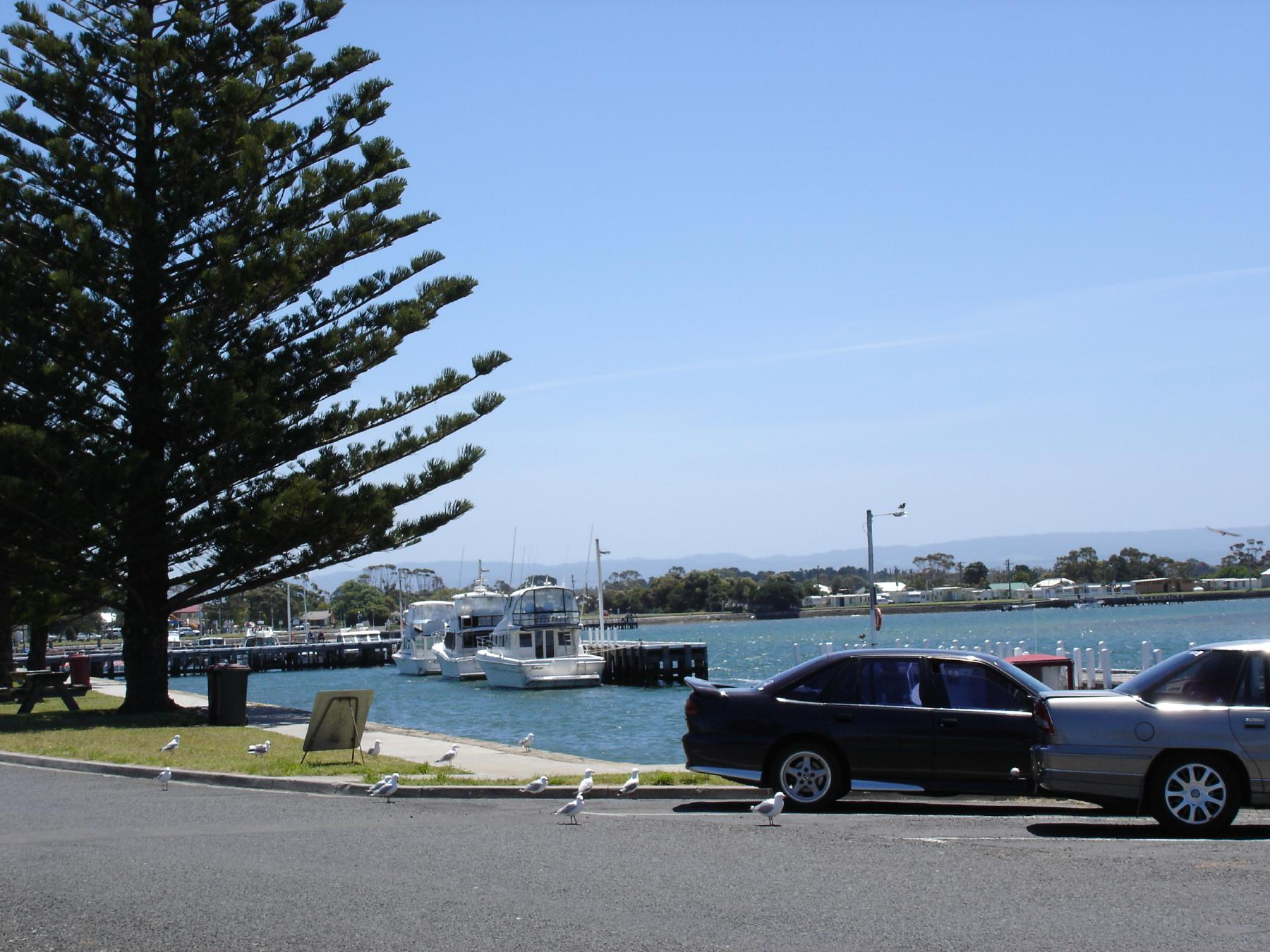
ギプスランドにあるウェルシュプール港

ギプスランド（Gippsland）は、オーストラリア・ビクトリア州の南東地域である。メルボルン東部から、ニューサウスウェールズ州境、南はバス海峡迄の地域に位置する。地名はニューサウスウェールズ州総督、ジョージ・ギプスに因んで名付けられた。一帯の人口は277,579人（オーストラリア統計局 (ABS)国勢調査、2001年）。
ギブスランドの海沿いにあるラグーン群の「ギプスランド湖群」および周辺の湿地は1982年にラムサール条約登録地となった。これらのラグーンは砂丘によって海と隔てられるが、互いに繋がっているため、海に出ずに航行することが可能である。

## 地理

### 地域行政区・人口；ABS国勢調査（2001年）
- Cardinia Shire 　46,079人
- Baw Baw Shire　 35,219人
- Bass Coast Shire 　24,774人
- South Gippsland Shire 　25,241人
- Wellington Shire 　40,012人
- East Gippsland Shire 　38,102人
- Latrobe City 　68,152人

### 地域
- ウェスト・ギプスランド （Cardinia Shireと、 Baw Baw Shire）
- サウス・ギプスランド （Bass Coast Shire と、 South Gippsland Shire）
- ラトローブ・ヴァリー （Latrobe Cityと、Baw Baw Shire 北部）
- セントラル・ギプスランド　（Wellington Shire）
- イースト・ギプスランド 　（Wellington Shire と、 East Gippsland Shire）